# Усилитель промежуточной частоты
Усилитель промежуточной частоты (УПЧ) — электронный усилитель сигнала промежуточной частоты.
Применяется в трактах радиоприёмных и радиопередающих устройств, измерительных приборов. 

## Применение
Широко используются при построении систем связи, радиолокации, радионавигации. Благодаря применению УПЧ достигается развязка между каскадами усиления в многокаскадных усилителях. Без применения УПЧ даже слабые наводки, создаваемые оконечными каскадами усилителя, попадая во входные каскады, вызвали бы самовозбуждение усилителя.

## Схемы
Место УПЧ в блок-схеме супергетеродинного радиоприёмника показано на рисунке.